# 那覇市立寄宮中学校
那覇市立寄宮中学校（なはしりつ よりみやちゅうがっこう）は、沖縄県那覇市長田一丁目に位置する公立中学校。なお創立当時の地名の読みは「よせみや」であったが、当校名は「よりみや」と読む（寄宮を参照）。
真和志中学校から分離し、寄宮の高台に設置されてから、2024年で70周年を迎えた。

## 沿革
- 1955年（昭和30年）4月 - 真和志中学校から分離して開校。
- 1960年（昭和35年）3月1日 - 当校の分校として那覇教育区立寄宮中学校分教場（現、沖縄県立那覇特別支援学校）が開校。

## 通学区域
那覇市立寄宮中学校に通学する区域は次の通り。
- 字与儀　9番地～24番地、41番地～65番地、79番地～88番地、90番地～96番地、144番地～121番地、123番地～128番地、176番地～187番地、200番地～245番地、315番地～320番地、364番地～373番地、375番地～376番地、379番地、417番地～425番地
- 与儀1丁目（全域）
- 字国場148番地～149番地、157番地～182番地、511番地～541番地、551番地～555番地、667番地～750番地、754番地、757番地～760番地、764番地～768番地、769番地、772番地～773番地、775番地～778番地、843番地～870番地、878番地、1160番地～1167番地、1188番地～1193番地
- 識名1丁目　1番～4番、6番～8番
- 長田1丁目（全域）
- 長田2丁目　1番～12番、33番～35番
- 三原2丁目　1番～6番
- 三原3丁目　1番～9番、16番1号～16番13号、16番35号～16番48号
- 字寄宮　142番地～174番地
- 寄宮2丁目　29番～38番
- 寄宮3丁目（全域）

## 周辺
- 沖縄大学
- 沖縄尚学高等学校・附属中学校
- 那覇市立真和志小学校
- 那覇長田郵便局

## アクセス
- 寄宮中学校前バス停（35・235系統／40・109系統／100系統）下車、北へ400m。
- 沖縄県道46号線沿い。

## 著名な卒業生
- 国仲涼子[2] - 女優
- 依田花蓮 - 新宿区議会議員